# 阿羅約斯埃斯特羅斯

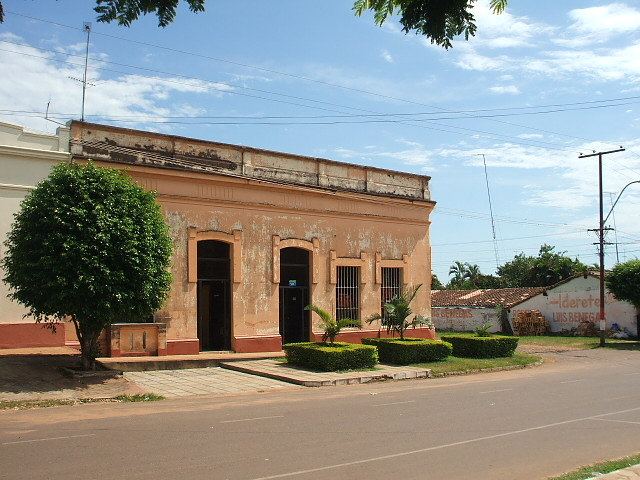

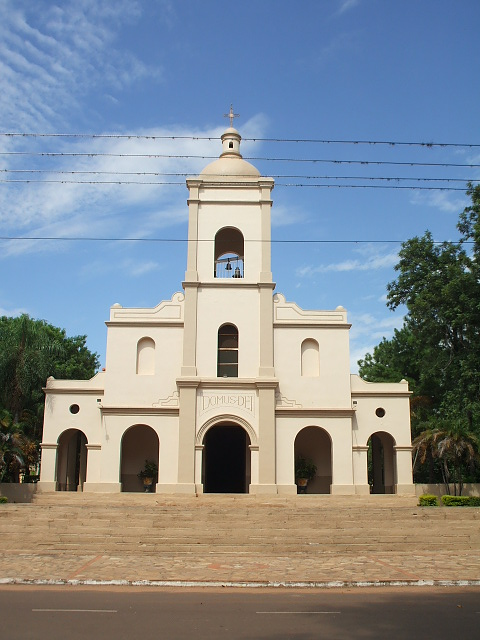

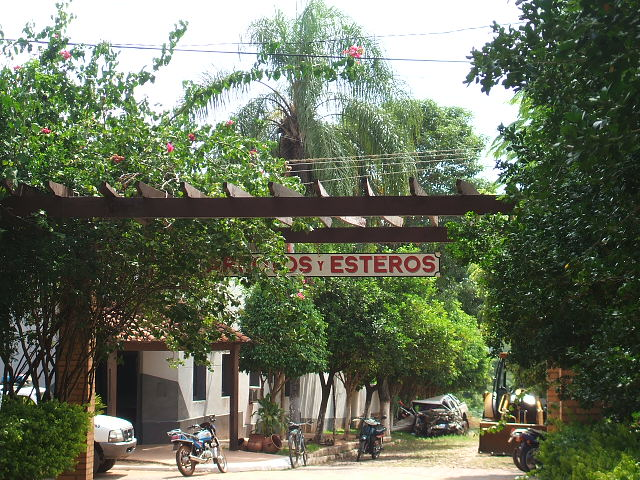

阿羅約斯埃斯特羅斯（西班牙語：Arroyos y Esteros），是巴拉圭的城鎮，位於該國中部，由科迪勒拉省負責管轄，面積533平方公里，海拔高度70米，2002年人口22,722，人口密度每平方公里37人。